# 18 Karat
18 Karat (allemand : Achtzehn Karat), de son vrai nom Ivo Vieira Silva (né le 21 septembre 1985), est un rappeur allemand. Il est signe avec le label Banger Musik de Farid Bang entre 2016 et 2022, tandis que Warner Music gère le marketing et la distribution.
Le nom de scène du rappeur vient de l'unité de mesure carat, qui indique la pureté de l'or. Dans tous ses clips, 18 Karat porte un masque d'or.

## Biographie
18 Karat est originaire de Bosnie-Herzégovine. Peu de choses sont connues de la vie du rappeur. En 2015, il sort plusieurs vidéos sur la chaîne YouTube du label discographique indépendant Supremos Records. Il apparaît alors avec un masque d'or, qui, selon ses déclarations, serait décoré avec de vraies feuilles d'or, valant 3 500 euros. Parmi les raisons pour lesquelles 18 Karat se produit uniquement avec un masque, il répond : 

« C'est parce que je suis un garçon de la rue, et pas tout à fait sorti de la rue, et j'ai encore beaucoup de choses à cacher. »

— 18 Karat, Dans une interview de TV Strassensound
Début 2016, 18 Karat s'est fait un nom avec son premier album FSK18 Brutal. En juin de la même année, il a été signé par le label de musique Banger Musik, basé à Düsseldorf. Le 2 mars 2017, il sort le single Komm ins Café. Farid Bang est présent dans le clip comme invité. Dans le single, plusieurs rappeurs sont cités, y compris Casper, Chakuza, Ferris MC. Miami Yacine est également mentionné dans un contexte provocateur, et est appelé par son nom pour « venir au café pour parler ». Le single est produit par Abaz et Clay Beatz. Le 7 avril 2017, son deuxième album studio Pusha sort, et se place quatrième sur les classements allemands.
Le 3 mars 2018, son troisième album Geld Gold Gras sort, et se place troisième sur les classements allemands. En avril 2019, il annonce sur Instagram qu'il souhaitait reprendre son ancien projet Supremos Records, sous lequel il avait déjà sorti son premier album FSK18 Brutal, et qu'il était donc en train de fonder un label sous le nom de Supremos Records. La chaîne YouTube de Supremos est également de nouveau active depuis 2019. Sur cette chaîne, plusieurs vidéos musicales sont déjà présents les nouveaux artistes du label Supremos, Hemso, Brecho et Hamada.
En juin 2022, à la suite d'une enquête du parquet de Dortmund, le rappeur est arrêté, soupçonné de trafic de stupéfiants et d'infraction à la loi sur les armes, et reste en détention provisoire jusqu'à son procès, en raison du risque de fuite. En décembre 2022, il est condamné à 6 ans et 3 mois de prison pour trafic de drogue. Pendant sa détention à la prison de Dortmund, il se marie en 2023 avec sa fiancée Maya.

## Discographie

### Albums studio
- 2016 : FSK18 Brutal (Supremos Records, Soulfood) (26e en Allemagne, 35e en Autriche, 54e en Suisse[9])
- 2017 : Pusha (Banger Musik, Warner Music) (4e en Allemagne, 6e en Autriche, 5e en Suisse[9])
- 2018 : Geld Gold Gras (Banger Musik, Warner Music)  (3e en Allemagne, 3e en Autriche, 6e en Suisse[9])
- 2019 : Je m’appelle Kriminell (Banger Musik, Warner Music (3e en Allemagne, 3e en Autriche, 4e en Suisse[9])
- 2021 : Narco Trafficante (Banger Musik, Warner Music) (2e en Allemagne, 16e en Autriche, 47e en Suisse[9])
- 2022 : Uncut (Banger Musik, Warner Music) (4e en Allemagne, 11e en Autriche, 10e en Suisse[9])

### EP
- 2017 : Gesetzlos EP
- 2018 : VdHidC EP
- 2019 : Unterwelt EP
- 2021 : Plata o Plomo EP

### Singles
- 2015 : Studiogangster
- 2015 : Kein Rapper
- 2015 : Fast Money Fast Life
- 2015 : T€UF€L
- 2015 : Raubtier auf Jagd (feat. Manuellsen)
- 2016 : Chivatos
- 2017 : Fast Money Fast Life 2.0
- 2017 : Straßenabitur
- 2017 : Gangsta Gangsta
- 2017 : Löwen
- 2017 : Pusha
- 2017 : Braun Grün Geld Lila (feat. Play69)
- 2017 : Ich glaub an dich
- 2017 : Gegen den Fame
- 2017 : Psycho (feat. KC Rebell)
- 2017 : Illegaler Lifestyle
- 2017 : Crack city
- 2017 : Dieser Weg
- 2017 : Pusha gewesen Pusha geblieben
- 2017 : Wieder dicht
- 2017 : Mach ma keine Filme (feat. Play69)
- 2017 : Wahre Begebenheiten (feat. AK Ausserkontrolle)
- 2017 : FMFL 2.0
- 2017 : Komm ins Café (feat. Farid Bang)
- 2018 : Hustla
- 2018 : Versace
- 2018 : Komm ins Café 2 (feat. Farid Bang)
- 2018 : Mama ist nicht stolz
- 2020 : Gelb
- 2020 : Smoke Weed Everyday
- 2020 : Traffic
- 2020 : Narco Trafficante
- 2020 : Verrückt
- 2020 : Uncut
- 2021 : Gangsta Gangsta 2.0